# Lijst van oorlogsmonumenten in Winterswijk
De Nederlandse gemeente Winterswijk heeft 19 oorlogsmonumenten. Hieronder een overzicht. Zie ook Lijst van Stolpersteine in Winterswijk.
| Nr.  | Object                                 | Herdachte groep                                                                            | Ontwerper                                              | Onthulling       | Type               | Locatie                                      | Plaats      | Coördinaten                   | Foto                                   |
| ---- | -------------------------------------- | ------------------------------------------------------------------------------------------ | ------------------------------------------------------ | ---------------- | ------------------ | -------------------------------------------- | ----------- | ----------------------------- | -------------------------------------- |
| 685  | Gedenkmonument                         | algemeen                                                                                   |                                                        |                  | gedenksteen        | Meester Meinenweg 1                          | Kotten      | 51° 56' 37" NB, 6° 46' 25" OL | Gedenkmonument                         |
| 1375 | Hendrik Vriezenbank                    | algemeen, militairen in dienst van het Ned. Kon. 1940-1945, verzet Nederland               | Dhr. Kruis                                             | 3 augustus 1945  | gedenkbank         | Corleseweg 45, 7102 EV                       | Corle       | 51° 58' 6" NB, 6° 39' 26" OL  | Hendrik Vriezenbank                    |
| 1376 | Plaquette voor 'Tante Riek'            | vrouwelijk verzet Nederland                                                                | Jacobus Johannes Both (1885)                           |                  | plaquette          | Mevrouw Kuipers-Rietbergplein 1, 7101 DD     | Winterswijk | 51° 58' 21" NB, 6° 43' 4" OL  | Plaquette voor 'Tante Riek'            |
| 1377 | Brits ereveld                          | geallieerde militairen                                                                     |                                                        |                  | begraafplaats/graf | Waliënsestraat, 7103 WS                      | Winterswijk | 51° 58' 53" NB, 6° 43' 27" OL | Brits ereveld                          |
| 1378 | Monument voor de Gevallenen            | militairen in dienst van het Ned. Kon. 1940-1945, burgerslachtoffers, vervolgden Nederland | Gerrit Bolhuis (1908) en D.W. Sluiskes                 | 29 juni 1945     | beeld/sculptuur    | Mevrouw Kuipers-Rietbergplein 1, 7101 DD     | Winterswijk | 51° 58' 20" NB, 6° 43' 5" OL  | Monument voor de Gevallenen            |
| 1380 | Monument voor 'Tante Riek'             | vrouwelijk verzet Nederland                                                                | Gerrit Bolhuis (1908)                                  | 5 mei 1955       | beeld/sculptuur    | Mevrouw Kuipers-Rietbergplein 1, 7101 DD     | Winterswijk | 51° 58' 21" NB, 6° 43' 4" OL  | Monument voor 'Tante Riek'             |
| 1984 | Joods monument                         | vervolgden Nederland                                                                       | W. Voorink (zuil), Steenhouwerij Koster (gedenkstenen) | 5 mei 1950       | gedenksteen        | Misterweg, 7102 BD                           | Winterswijk | 51° 57' 52" NB, 6° 41' 44" OL | Joods monument                         |
| 2168 | Monument voor Peter Green              | geallieerde militairen                                                                     |                                                        | 31 maart 1995    | boom               | Tuberweg/Beatrixpark 1, 7101 BN              | Winterswijk | 51° 58' 47" NB, 6° 41' 50" OL | Monument voor Peter Green              |
| 2169 | Monument voor Hendrik Bruntink         | militairen in dienst van het Ned. Kon. 1940-1945                                           |                                                        | 13 februari 1946 | gedenksteen        | Vredenseweg 170, 7113 AE                     | Winterswijk | 51° 59' 18" NB, 6° 46' 1" OL  | Monument voor Hendrik Bruntink         |
| 2170 | Bevrijdingsmonument                    | algemeen, geallieerde militairen                                                           | Willem Sluisken                                        | 30 maart 1985    | gedenksteen        | Holdersweg, 7108 AR                          | Woold       | 51° 54' 55" NB, 6° 42' 3" OL  | Bevrijdingsmonument                    |
| 2171 | Bevrijdingsbeuk                        | Algemeen, geallieerde militairen                                                           |                                                        | 30 maart 1985    | boom               | Meerdinkweg, 7108 BJ                         | Woold       | 51° 55' 16" NB, 6° 42' 54" OL | Bevrijdingsbeuk                        |
| 2172 | Bevrijdingskastanje                    | algemeen, geallieerde militairen                                                           |                                                        | 30 maart 1985    | boom               | Meerdinkweg, 7108 BJ                         | Woold       | 51° 55' 16" NB, 6° 42' 54" OL | Bevrijdingskastanje                    |
| 2173 | Russisch kanon                         | Algemeen                                                                                   |                                                        | 1 juli 2003      | Kanonsloop         | Tuunterstraat                                | Winterswijk | 51° 58' 19" NB, 6° 42' 36" OL | Russisch kanon                         |
| 3224 | Monument in het Korenburgerveen        | vervolgden Nederland                                                                       |                                                        | 26 november 1993 | boom               | Korenburgerveenweg, 7102 GD                  | Winterswijk | 51° 59' 10" NB, 6° 40' 16" OL | Monument in het Korenburgerveen        |
| 3507 | Sjofar                                 | vervolgden Nederland                                                                       | Jip Wijngaarden                                        | 11 april 2010    | plaquette          | NS-Station                                   | Winterswijk | 51° 58' 2" NB, 6° 42' 53" OL  | Sjofar                                 |
|      | Herdenkingsmonument Nederland Neutraal | neutraliteit van Nederland tijdens de Eerste Wereldoorlog                                  | A. Streek                                              | 1923             | fontein            | Stationsstraat tegenover het gemeentekantoor | Winterswijk | 51° 58' 8" NB, 6° 42' 53" OL  | Herdenkingsmonument Nederland Neutraal |
|      | Herdenkingsmuur                        | slachtoffers Tweede Wereldoorlog                                                           |                                                        | 21 maart 2020    | gedenkmuur         | Mevrouw Kuipers-Rietbergplein                | Winterswijk | 51° 58' 20" NB, 6° 43' 6" OL  | Herdenkingsmuur                        |
|      | Gedenksteen Ratum                      | slachtoffer Tweede Wereldoorlog                                                            |                                                        |                  | plaquette op steen | Hoek Ratumseweg-Raetmansweg, 7106 CD         | Ratum       | 51° 58' 31" NB, 6° 48' 0" OL  | Gedenksteen Ratum                      |
|      | Plaquette voormalig sportpark          | omgekomen voetballers                                                                      |                                                        |                  | plaquette          | Morgenzonweg hoek De Stip, 7101 BH           | Winterswijk | 51° 58' 33" NB, 6° 42' 31" OL | Plaquette voormalig sportpark          |

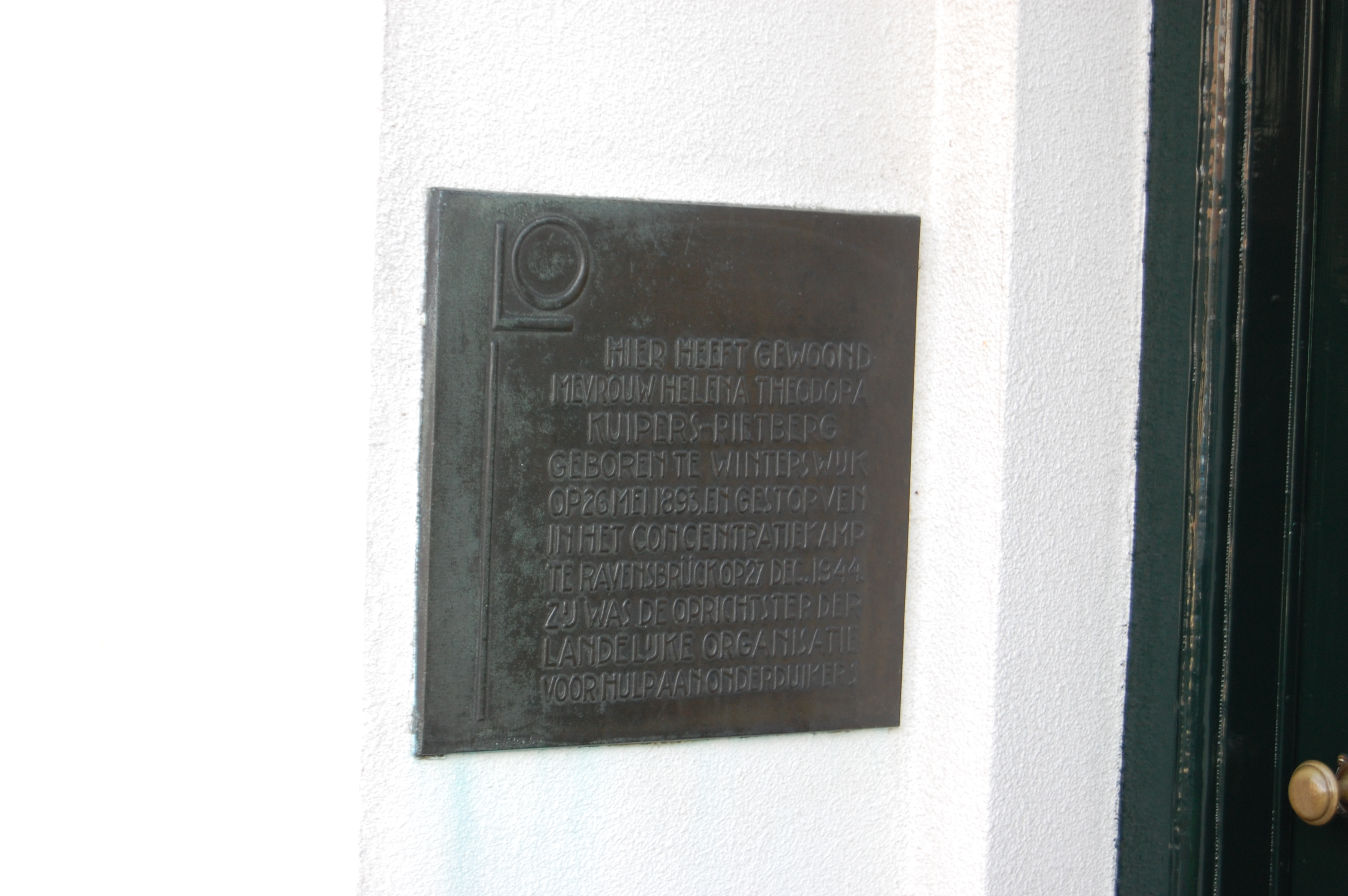
Plaquette voor Helena Kuipers-Rietberg

Aalten ·
Apeldoorn ·
Arnhem ·
Barneveld ·
Berg en Dal ·
Berkelland ·
Beuningen ·
Bronckhorst ·
Brummen ·
Buren ·
Culemborg ·
Doesburg ·
Doetinchem ·
Druten ·
Duiven ·
Ede ·
Elburg ·
Epe ·
Ermelo ·
Harderwijk ·
Hattem ·
Heerde ·
Heumen ·
Lingewaard ·
Lochem ·
Maasdriel ·
Montferland ·
Neder-Betuwe ·
Nijkerk ·
Nijmegen ·
Nunspeet ·
Oldebroek ·
Oost Gelre ·
Oude IJsselstreek ·
Overbetuwe ·
Putten ·
Renkum ·
Rheden ·
Rozendaal ·
Scherpenzeel ·
Tiel ·
Voorst ·
Wageningen ·
West Betuwe ·
West Maas en Waal ·
Westervoort ·
Wijchen ·
Winterswijk ·
Zaltbommel ·
Zevenaar ·
Zutphen